# Parkhaus Hohe Promenade
Das Parkhaus Hohe Promenade ist ein unterirdisches fünfstöckiges Parkhaus, das in den 1960er-Jahren am Rande der Innenstadt von Zürich gebaut wurde. Es bedient das Gebiet um das Bellevue, das Niederdorf, das Kunsthaus und das Schauspielhaus beim Pfauen.
Das Parkhaus liegt im Promenadenhügel unter der Sportanlage der Kantonsschulen Hohe Promenade und Stadelhofen. Die Parkdecks haben eine Abmessung von 100 × 40 Metern. Die Anlage wurde im Tagebau erstellt und liegt bis zu 18 Meter tief unter der Erde.
Die Zufahrt erfolgt entweder vom Bellevue her kommend über die Rämistrasse oder vom Hirschengraben her über eine Brücke, die über die Rämistrasse direkt ins Parkhaus führt. Über diese Brücke erfolgt auch die Ausfahrt.